# Орег
Оре́г (фр. Orègue) — коммуна во Франции, находится в регионе Аквитания. Департамент — Атлантические Пиренеи. Входит в состав кантона Пеи-де-Бидаш, Амикюз и Остибар. Округ коммуны — Байонна.
Код INSEE коммуны — 64425.

## География

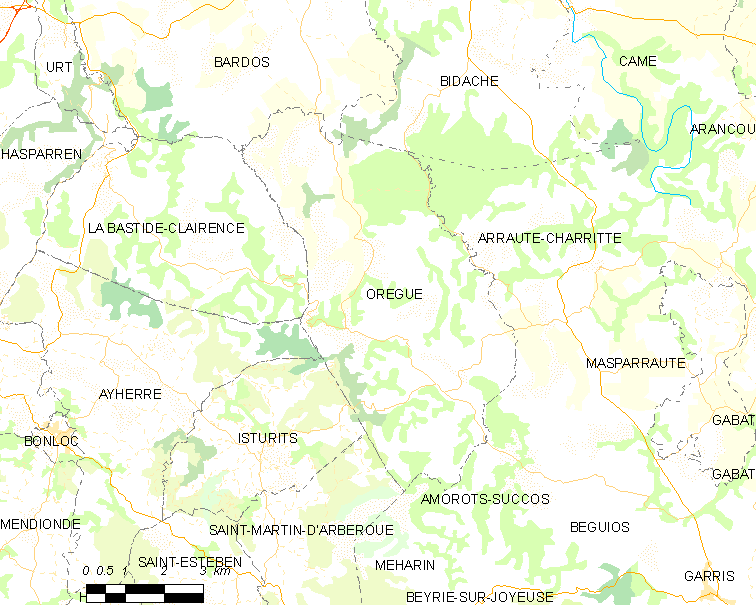
Карта коммуны

Коммуна расположена приблизительно в 670 км к юго-западу от Парижа, в 170 км южнее Бордо, в 65 км к западу от По.
На севере коммуны протекает река Лиури.

### Климат
Климат тёплый океанический. Зима мягкая, средняя температура января — от +5°С до +13°С, температуры ниже −10 °C бывают редко. Снег выпадает около 15 дней в году с ноября по апрель. Максимальная температура летом порядка 20-30 °C, выше 35 °C бывает очень редко. Количество осадков высокое, порядка 1100 мм в год. Характерна безветренная погода, сильные ветры очень редки.

## Население
Население коммуны на 2010 год составляло 478 человек.
| 1962 | 1968 | 1975 | 1982 | 1990 | 1999 | 2010 |
| ---- | ---- | ---- | ---- | ---- | ---- | ---- |
| 651  | 596  | 523  | 484  | 500  | 513  | 478  |

## Администрация
| Период | Период | Фамилия         | Партия | Примечания |
| ------ | ------ | --------------- | ------ | ---------- |
| 1989   | 1995   | Тереза Дашари   |        |            |
| 1995   | 2001   | Андре Казе      |        |            |
| 2001   | 2020   | Жан-Мишель Каму |        |            |

## Экономика
В 2010 году среди 292 человек трудоспособного возраста (15-64 лет) 242 были экономически активными, 50 — неактивными (показатель активности — 82,9 %, в 1999 году было 69,0 %). Из 242 активных жителей работали 231 человек (128 мужчин и 103 женщины), безработных было 11 (5 мужчин и 6 женщин). Среди 50 неактивных 17 человек были учениками или студентами, 18 — пенсионерами, 15 были неактивными по другим причинам.

## Достопримечательности
- Церковь Св. Иоанна Крестителя (XVI век)[4]

## Фотогалерея

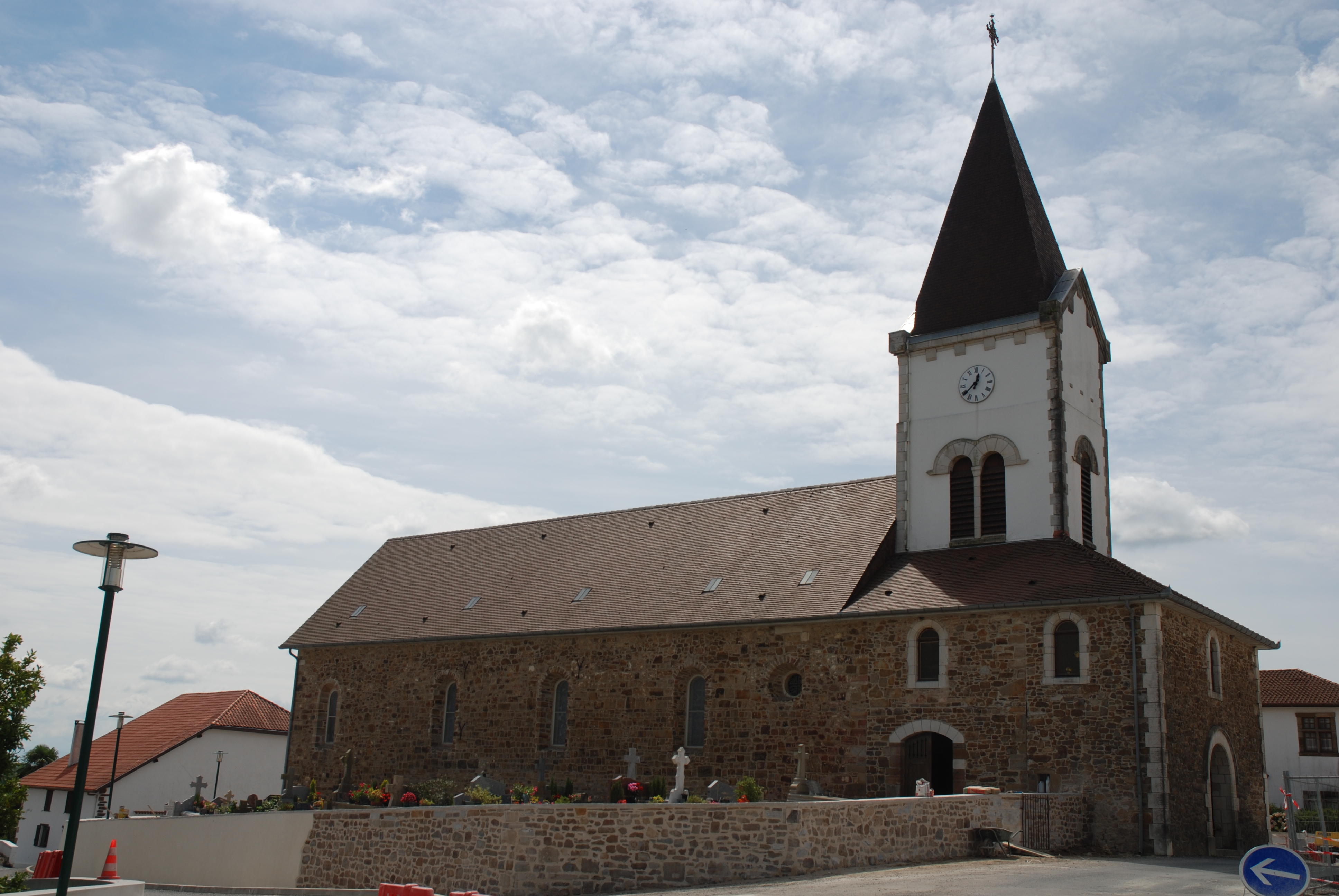
Церковь Св. Иоанна Крестителя
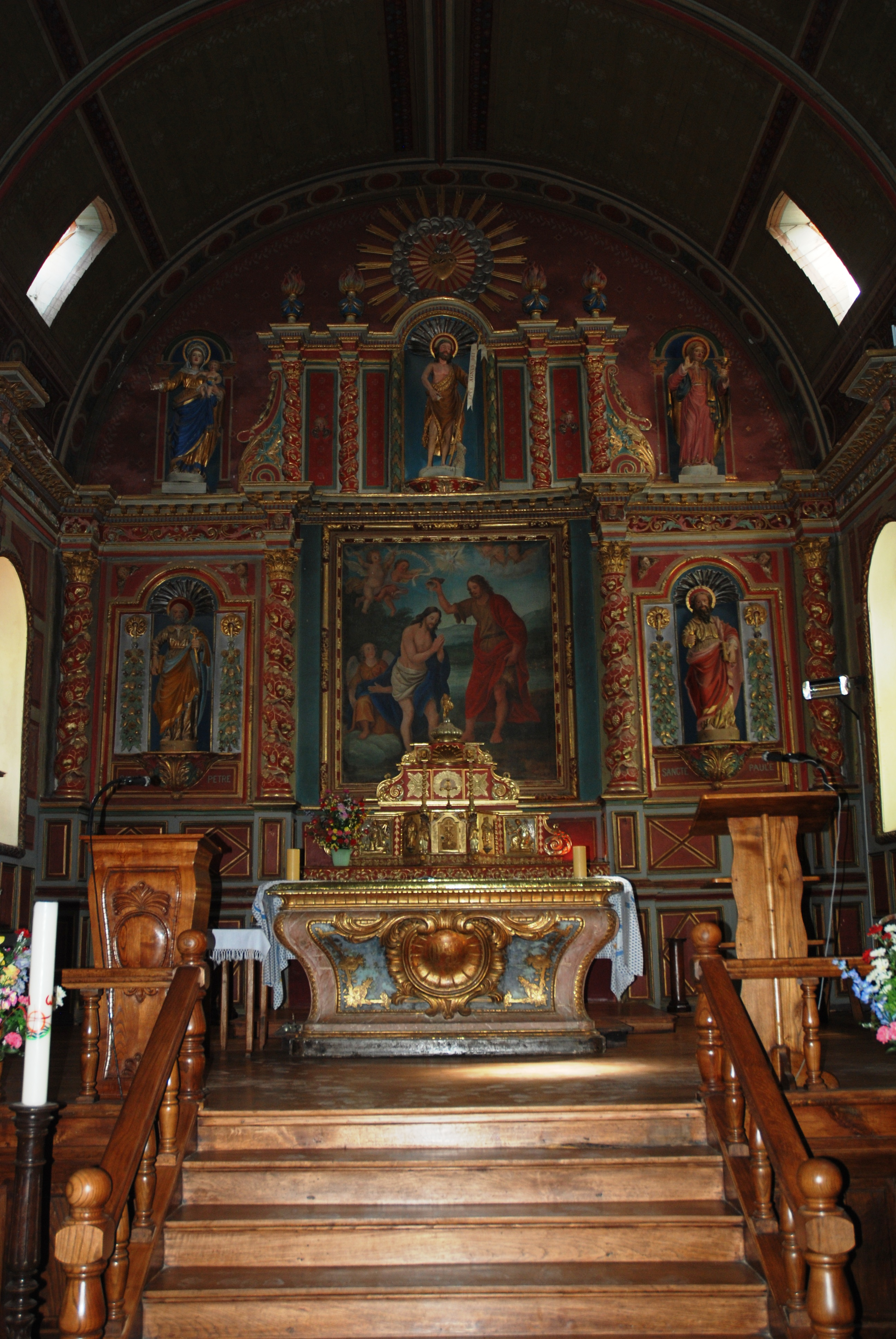
Интерьер церкви Св. Иоанна Крестителя
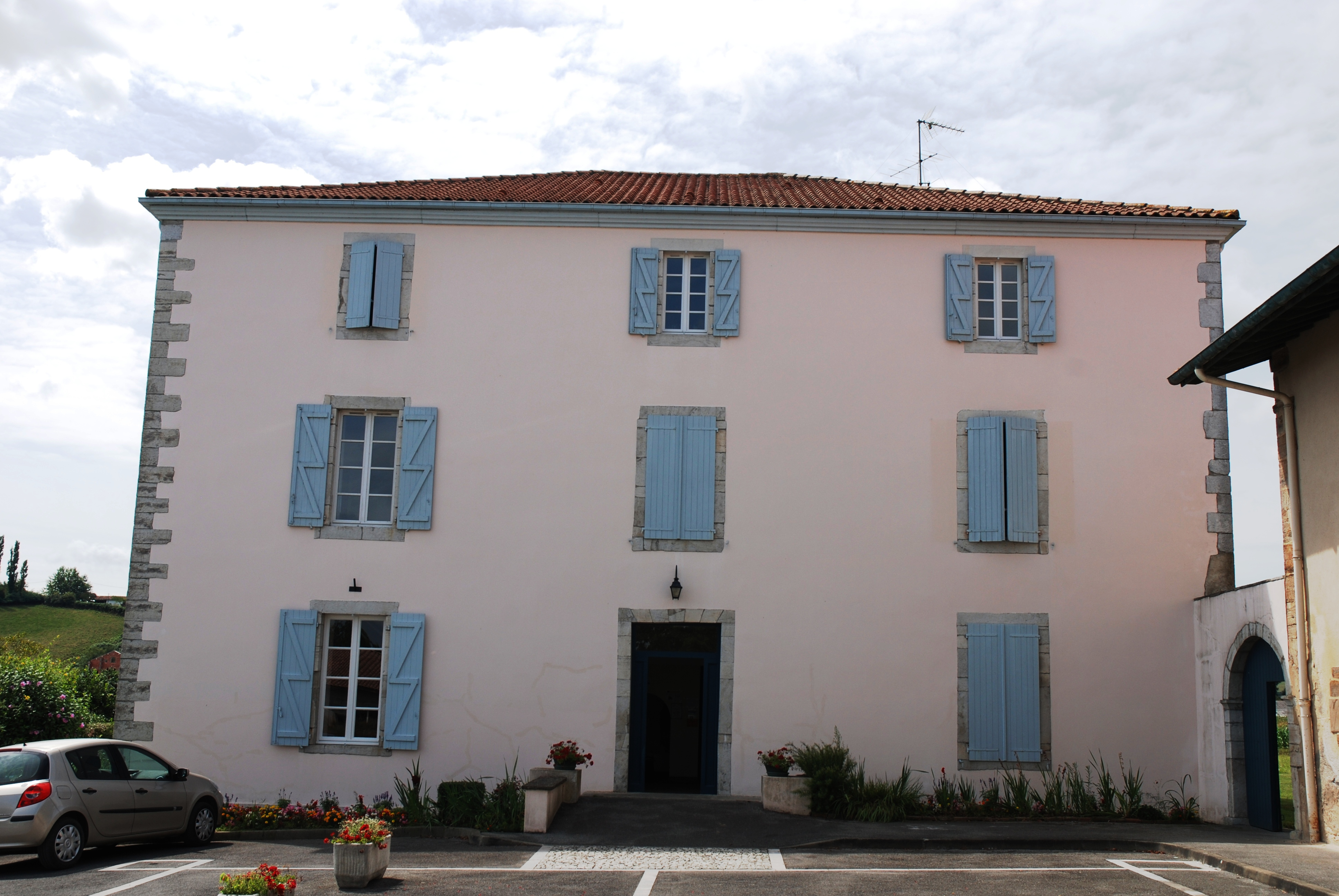
Мэрия
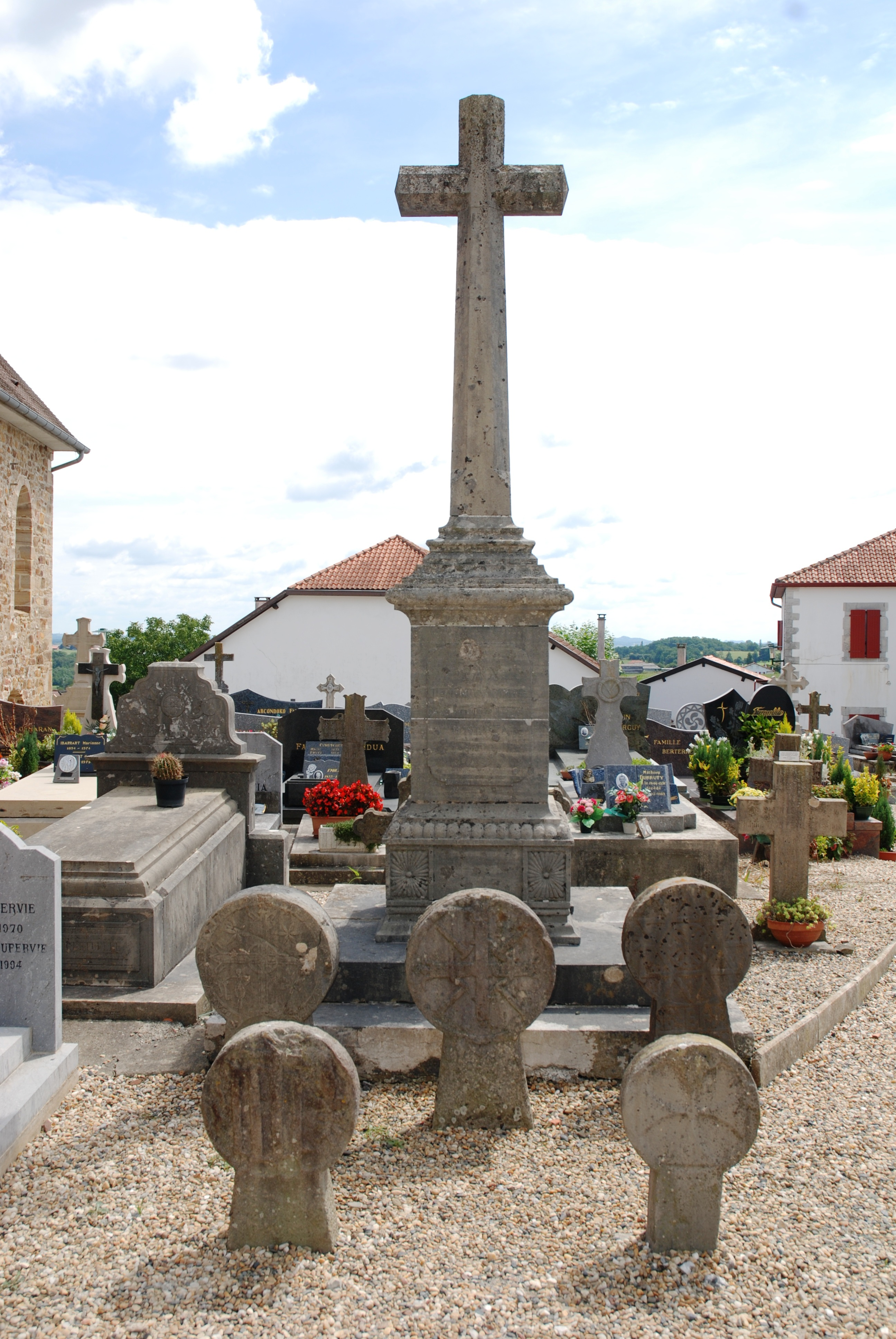
Баскские дискообразные стелы и крест
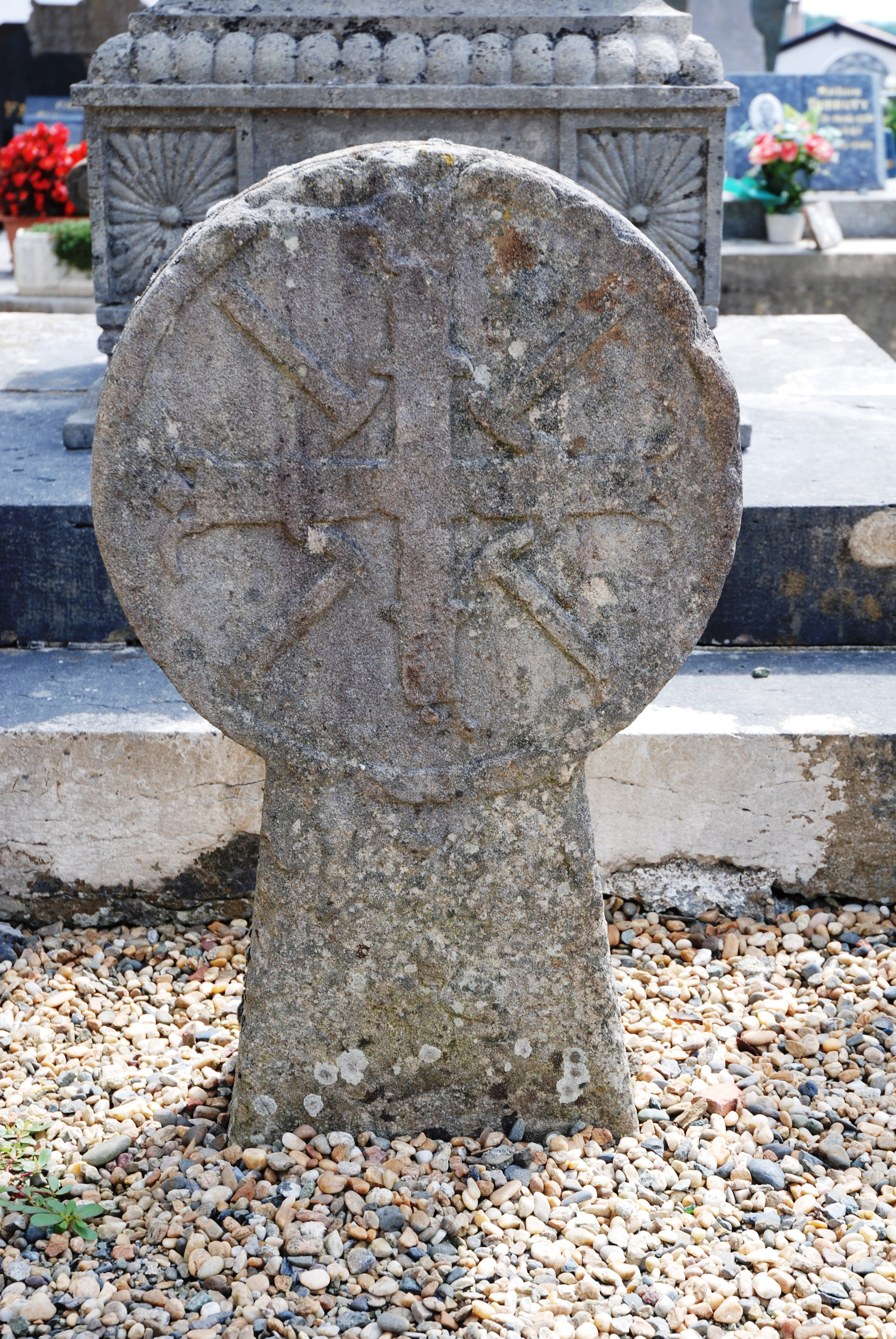
Баскская дискообразная стела
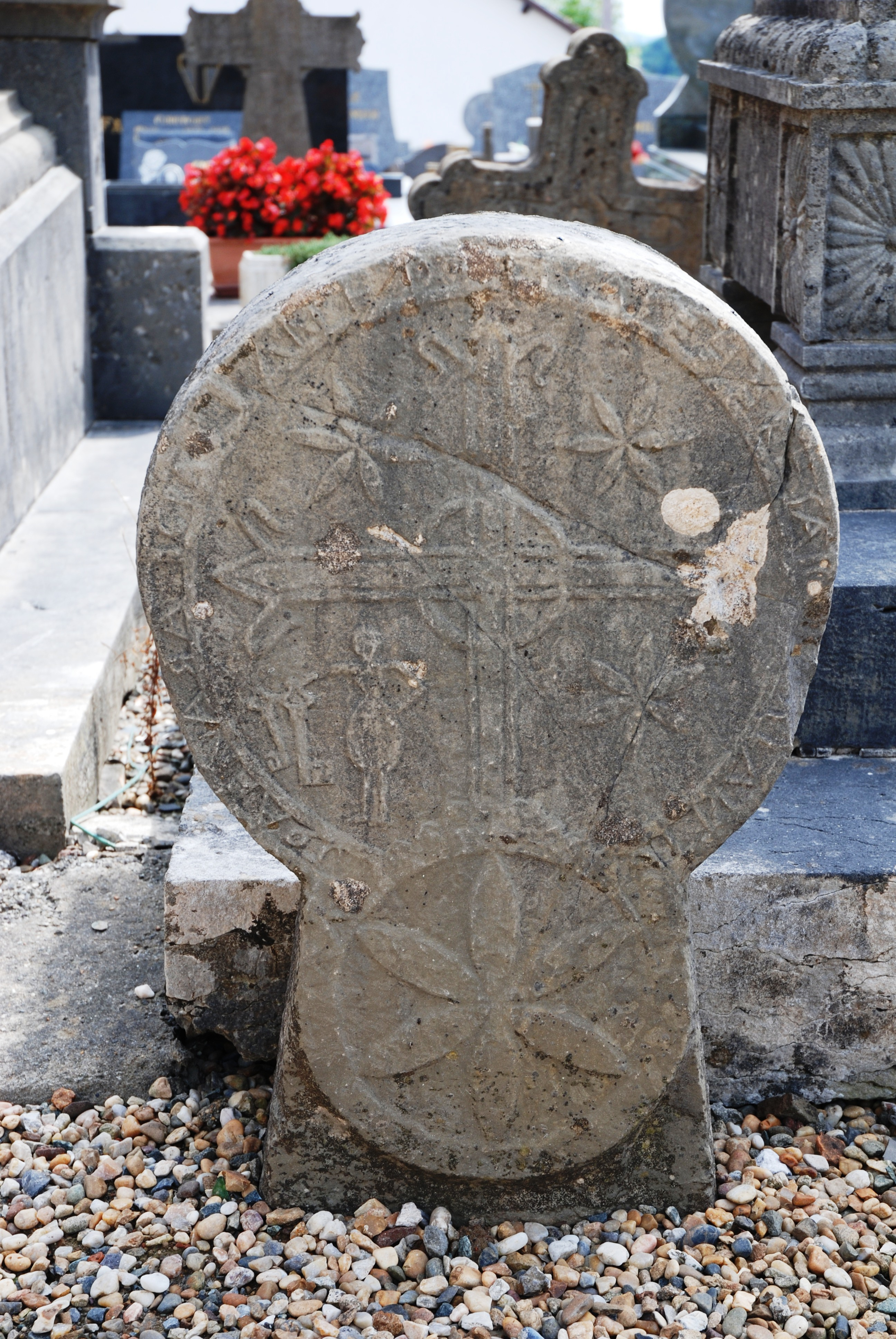
Баскская дискообразная стела